# Logos Hope
Logos Hope (del griego λóγος [lôgos], «palabra», y [hope] en inglés «esperanza») es un barco que operado en nombre de OM Ships International por la organización caritativa cristiana sin ánimo de lucro GBA Ships e.V (Gute Bücher für Alle) registrada en Alemania, que presenta la librería flotante más grande del mundo con 610 m² de exposición, albergando cerca de un millón de libros en diversos idiomas y con unos 5.000 títulos diferentes que abordan diversas temáticas como el arte, las ciencias, el crecimiento personal, los deportes, la filosofía, la gastronomía, la historia, el ocio y la religión. En cuanto a esta última temática, el barco Logos Hope posee  un espacio exclusivo a mostrar biblias en diferentes idiomas, versiones y tamaños.  
Uno de sus principales objetivos es el de promover el acceso igualitario a la literatura y el conocimiento en general. Desde el año 2009 el Logos Hope ha estado en más de 155 puertos diferentes de 80 países, recibiendo alrededor de 9 millones de personas y recorriendo alrededor de 120.000 millas náuticas

Cerca de 400 personas de más de 60 países diferentes son albergadas por la tripulación del Logos Hope, los cuales pueden decidir estancias relativamente cortas de 3 meses y otras más extensas que van desde 1 a 2 años e incluso más. El barco funciona bajo un sistema de "servicio desinteresado" y voluntario en donde prácticamente ninguno de sus tripulantes recibe una compensación monetaria, sin importar el cargo u oficio que estos realicen. Todos los tripulantes que trabajan en el barco tienen la responsabilidad y obligación de tramitar cada uno de sus fondos a través de patrocinios que son utilizados para cubrir el costo de su estadía en el barco

## Historia
Una de los primeras embarcaciones de la organización GBA Ships recibió el nombre de Logos y en el año 1971 realizó su viaje inaugural por el continente africano. El barco Logos logró visitar más de 250 puertos en 130 países diferentes. Doulos ("siervo”, en griego) fue el segundo barco que fue adquirido en el año 1977 por la misma organización, la cual fue reconocido en el libro Guinness como uno de los buques más longevos que aún se encuentra activo realizando viajes interoceánicos alrededor del mundo.
Desde 1970 a 1980, los dos barcos dieron la vuelta al mundo. Eso hasta que en el año 1989, el Logos tuvo que ser reemplazado por el nuevo barco llamado Logos II, debido a que una fuerte tormenta lo hizo encallar en el canal Beagle entre Argentina y Chile. Este accidente no registró víctimas fatales. Debido a la pérdida de la embarcación Logos muchos países demandaban y solicitaban a la vez que la organización humanitaria GBA Ships los considerara, para ello se tomó la determinación de adquirir una nueva embarcación que tuviera una mayor capacidad, dicha embarcación recibió el nombre de Logos Hope y contaba con una capacidad de 12 mil toneladas. En un principio esta embarcación fue llamada Gustav Vasa, en honor al rey de Suecia y fue construida en Rendsburgo, Alemania, en el año 1973.
El barco reemplazó al Doulos y Logos II que prácticamente quedaron fuera de servicio como bibliotecas flotantes. Realizó su primer viaje al puerto de Copenhagen (Dinamarca) en abril de 2004, pero no fue hasta febrero de 2009 que entraría en servicio tras recibir las reformas pertinentes que lo convertirían en la librería flotante actual.
Durante el transcurso de la historia, más de 160 países han sido visitados por los cuatro barcos bibliotecas de la organización GBA Ships (Logos, Doulos, Logos II y el Logos Hope) y cerca de 46 millones de personas han estado a bordo de dichas embarcaciones.

### Eventos históricos
Durante la visita a Papúa-Nueva Guinea en 1999 y Ghana entre 2010 y 2016 se logró consolidar un evento importante para el Logos Hope y su tripulación, pues en el caso se reunió a los líderes de varios grupos opositores de una guerra civil con el fin de lograr un acuerdo; por otro lado en la nación africana, muchos jefes pertenecientes a ciertas tribus dejaron sus diferencias a un lado para asistir a seminarios de cooperación que se realizaron a bordo del barco Logos Hope.

## Visita a Sudamérica

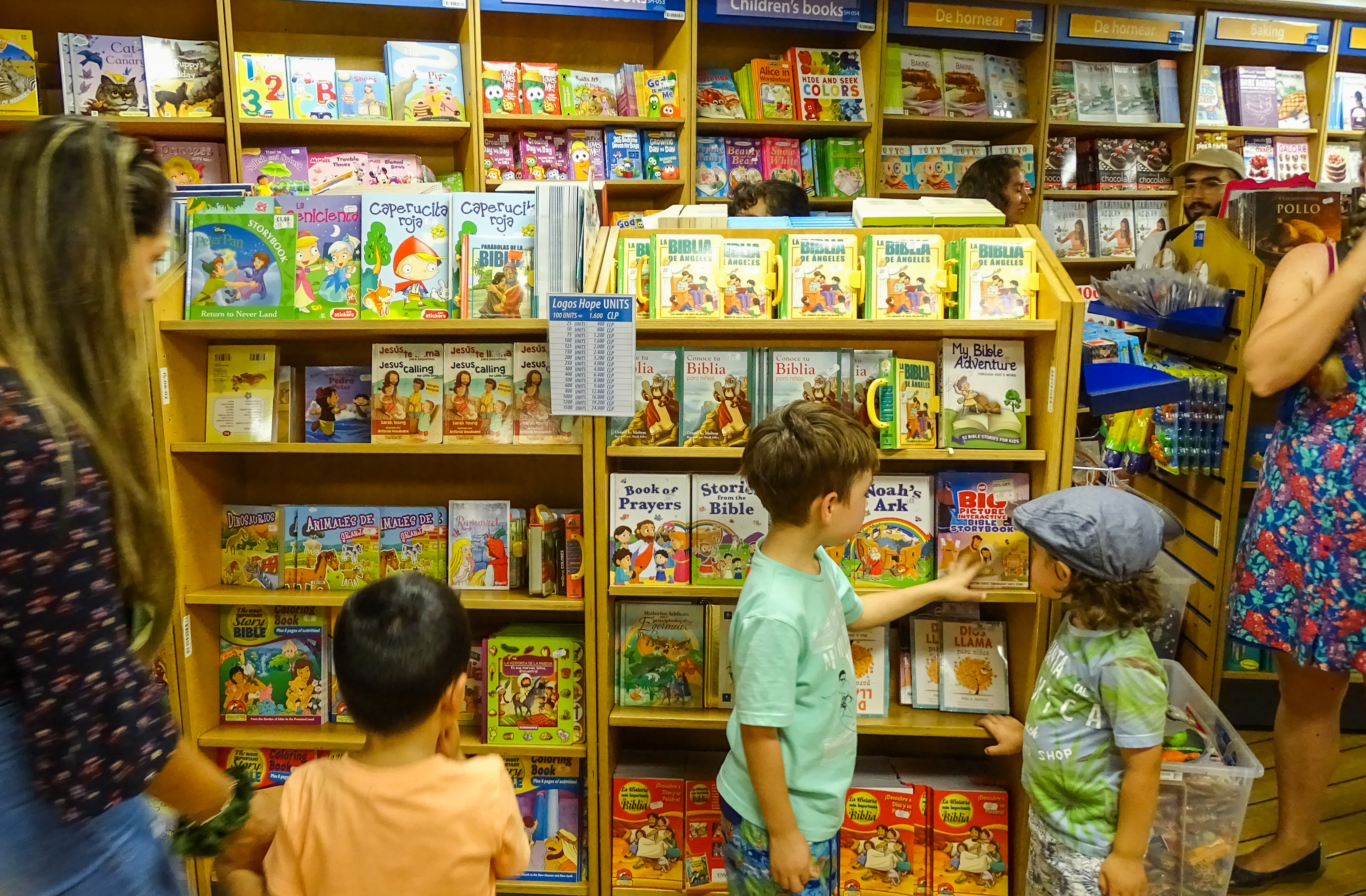
Interior del barco Logos Hope en el puerto de Lirquén, Chile.

El Logos Hope ha visitado diferentes ciudades del continente Sudamericano dentro de las cuales se encuentra la visita realizada a: Georgetown (Guyana) en diciembre del 2016, Manta y Guayaquil (Ecuador) en diciembre del 2018, Santa Marta, Barranquilla y Cartagena (Colombia) en enero-febrero del 2018, Antofagasta, Valparaíso, Lirquén y Punta Arenas (Chile) en febrero del 2019, Bahía Blanca (Argentina) en abril de 2019 y Montevideo (Uruguay) en abril de 2019.